# Стојковић
Стојковић (алб. Stojkoviq) је насељено место у општини Урошевац, на Косову и Метохији.

## Положај
На основу члана 16. Закона о територијалној организацији Републике Србије, Стојковић је 11. децембра 1993. године постало засебно насеље настало издвајањем из насеља Горње Неродимље. Међутим, према привременим органима самоуправе тзв. „Републике Косово“, територија насеља Стојковић припада катастарској зони Горње Неродимље.

## Становништво
Не постоје званични подаци о броју становника насеља Стојковић.